# Peromyscus interparietalis
Peromyscus interparietalis är en däggdjursart som beskrevs av William Henry Burt 1932. Peromyscus interparietalis ingår i släktet hjortråttor, och familjen hamsterartade gnagare. Inga underarter finns listade i Catalogue of Life.
Peromyscus interparietalis blir 86 till 98 mm lång (huvud och bål), har en 87 till 117 mm lång svans och väger 20 till 22 g. Bakfötterna är i genomsnitt 22 mm långa och öronen är cirka 18 mm stora. Ovansidans päls ser spräcklig ut på grund av gulbruna hår med svarta spetsar. Undersidan är täckt av vit till gulvit päls. Svansen har en rödbrun ovansida och en vit undersida. Jämförd med Peromyscus guardia har arten kortare bakfötter och en kortare svans i förhållande till andra kroppsdelar.
Denna gnagare förekommer på tre mindre mexikanska öar i norra delen av Californiaviken (San Lorenzo Norte, San Lorenzo Sur och Salsipuedes). Landskapet på öarna är öken med några glest fördelade buskar. Peromyscus interparietalis jagas av introducerade tamkatter. Dessutom fick den nya konkurrenter om födan i form av införda gnagare. IUCN kategoriserar arten globalt som akut hotad.
Liksom andra hjortråttor bygger arten bon av kvistar, blad och andra föremål. Den kan även vila i självgrävda tunnelsystem mellan klippor. Peromyscus interparietalis äter frön, unga växtskott, blommor, frukter och insekter. Fortplantningen sker främst under våren men några ungar föds under sommaren. En kull har vanligen fyra ungar.